# Bratan Tsenov
Bratan Gravilov Tsenov –en búlgaro, Братан Гаврилов Ценов– (Lukovit, 7 de enero de 1964) es un deportista búlgaro que compitió en lucha grecorromana.
Participó en tres Juegos Olímpicos de Verano, obteniendo una medalla de bronce en Seúl 1988, en la categoría de 48 kg, el quinto lugar en Barcelona 1992 y el décimo lugar en Atlanta 1996.
Ganó cinco medallas en el Campeonato Mundial de Lucha entre los años 1982 y 1990, y siete medallas en el Campeonato Europeo de Lucha entre los años 1983 y 1992.

## Palmarés internacional
| Juegos Olímpicos   | Juegos Olímpicos         | Juegos Olímpicos  | Juegos Olímpicos |
| Año                | Lugar                    | Medalla           | Categoría        |
| ------------------ | ------------------------ | ----------------- | ---------------- |
| 1988               | Seúl (Corea del Sur)     | Medalla de bronce | 48 kg            |
| Campeonato Mundial |                          |                   |                  |
| Año                | Lugar                    | Medalla           | Categoría        |
| 1982               | Edmonton (Canadá)        | Medalla de bronce | 48 kg            |
| 1983               | Kiev (URSS)              | Medalla de oro    | 48 kg            |
| 1985               | Kolbotn (Noruega)        | Medalla de plata  | 48 kg            |
| 1986               | Budapest (Hungría)       | Medalla de plata  | 48 kg            |
| 1990               | Ostia (Italia)           | Medalla de bronce | 52 kg            |
| Campeonato Europeo |                          |                   |                  |
| Año                | Lugar                    | Medalla           | Categoría        |
| 1983               | Budapest (Hungría)       | Medalla de oro    | 48 kg            |
| 1985               | Leipzig (RDA)            | Medalla de oro    | 48 kg            |
| 1986               | El Pireo (Grecia)        | Medalla de plata  | 48 kg            |
| 1987               | Tampere (Finlandia)      | Medalla de plata  | 48 kg            |
| 1988               | Kolbotn (Noruega)        | Medalla de bronce | 48 kg            |
| 1991               | Aschaffenburg (Alemania) | Medalla de oro    | 52 kg            |
| 1992               | Copenhague (Dinamarca)   | Medalla de plata  | 52 kg            |